# Протесты в США против отмены права на аборт (с 2022)
Протесты в США (2022) — серия непрекращающихся акций протеста в поддержку прав на аборт и контрпротестов против абортов началась в Соединённых Штатах 2 мая 2022 года после утечки проекта решения Верховного суда США по отмене решений по делам «Роу против Уэйда» и «Планирование отцовства против Кейси».
24 июня 2022 года Верховный суд США официально постановил свой проект, что привело к новым протестам за пределами здания Верховного суда и по всей стране.

## Предыстория
Дело «Роу против Уэйда» было значимым в истории решением Верховного Суда США о законности проведения абортов. Тогда суд постановил, что женщина имеет право прервать беременность по собственному желанию до тех пор, пока плод не станет жизнеспособным, то есть до 28 недели беременности. Это постановление явилось одним из наиболее значимых решений, принятых в США, но в течение многих лет велись дискуссии по этому решению. Основанием решения послужило право на неприкосновенность личной жизни, проистекающее из статьи о справедливом суде.

## Ход событий

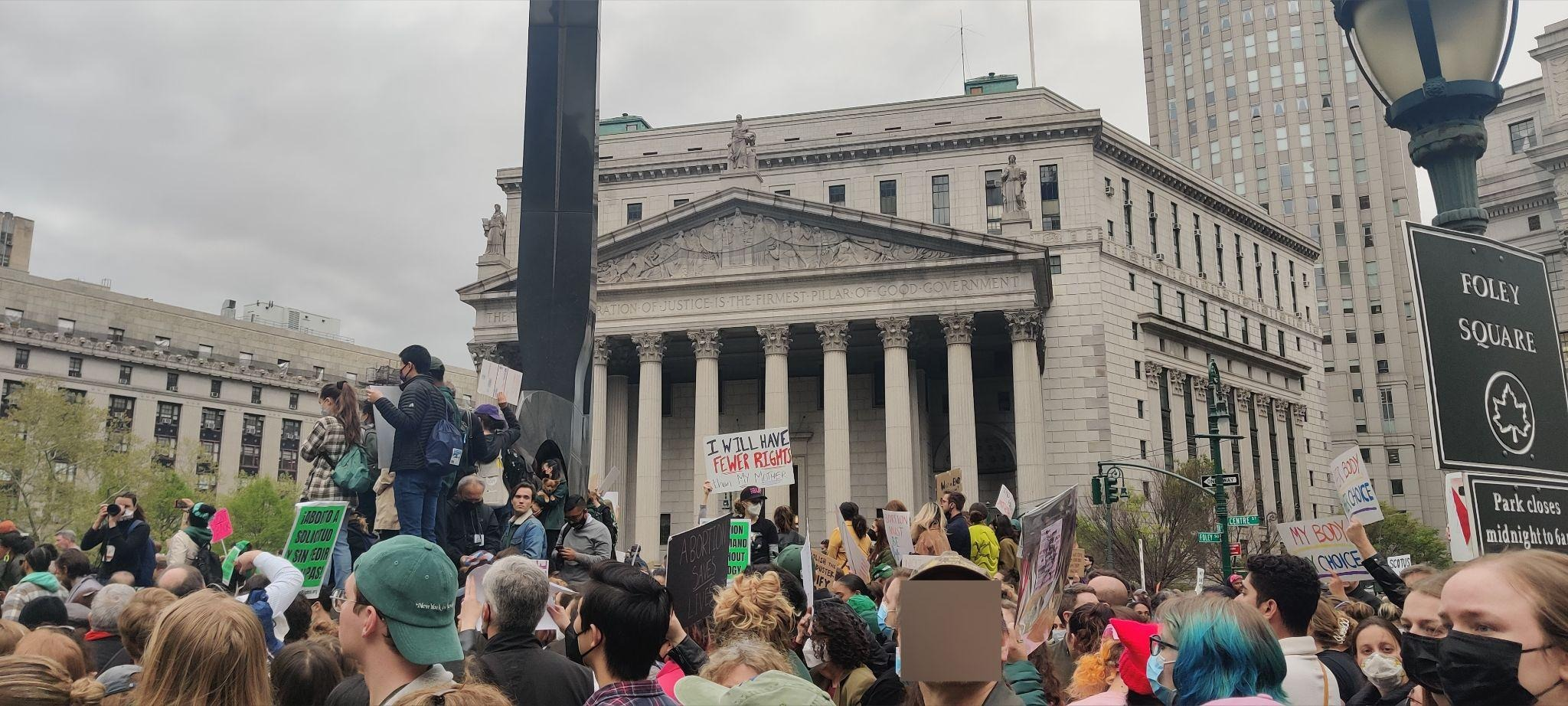
Протестующие на площади Фоли, (Нью-Йорк) 3 мая 2022 года

2 мая 2022 года Politico опубликовала первый проект постановления, написанного судьей Сэмюэлем Алито, подлинность которого, по словам Politico, была проверена. Проект отменил бы действие решений по делам «Роу против Уэйда» и «Планирование отцовства против Кейси», если бы его поддержало большинство Верховном суде. Вскоре после публикации документа в городах по всей стране прошли многочисленные акции протеста, в которых также приняли участие различные юристы, политики и группы активистов, по поводу просочившегося проекта.
24 июня 2022 года решением по делу «Доббс против «Организации женского здоровья Джексона»» Верховный суд США официально постановил, что конституция США не предусматривает права на аборт, и штаты вправе регулировать эту сферу самостоятельно. Однако, из-за достаточно высокой поддержки права на аборт, число протестующих возросло.
По данным The Hill, протест запланировал забастовки в более чем 20 университетах.
Также в ряде американских городов прошли митинги сторонников запрета абортов. В городе Форт-Коллинс в штате Колорадо произошла стычка между сторонниками и противниками запрета абортов.

## За пределами страны
Акции солидарности прошли в Берлине (Германии), Париже (Франции), у американского посольства в Лондоне, (Великобритании), в Монреале и других городах Квебека, а также за пределами американского посольства в Дублине (Ирландии). Митинг также прошёл у консульства США в центре Торонто (Канаде).